# Любашавська сільська рада

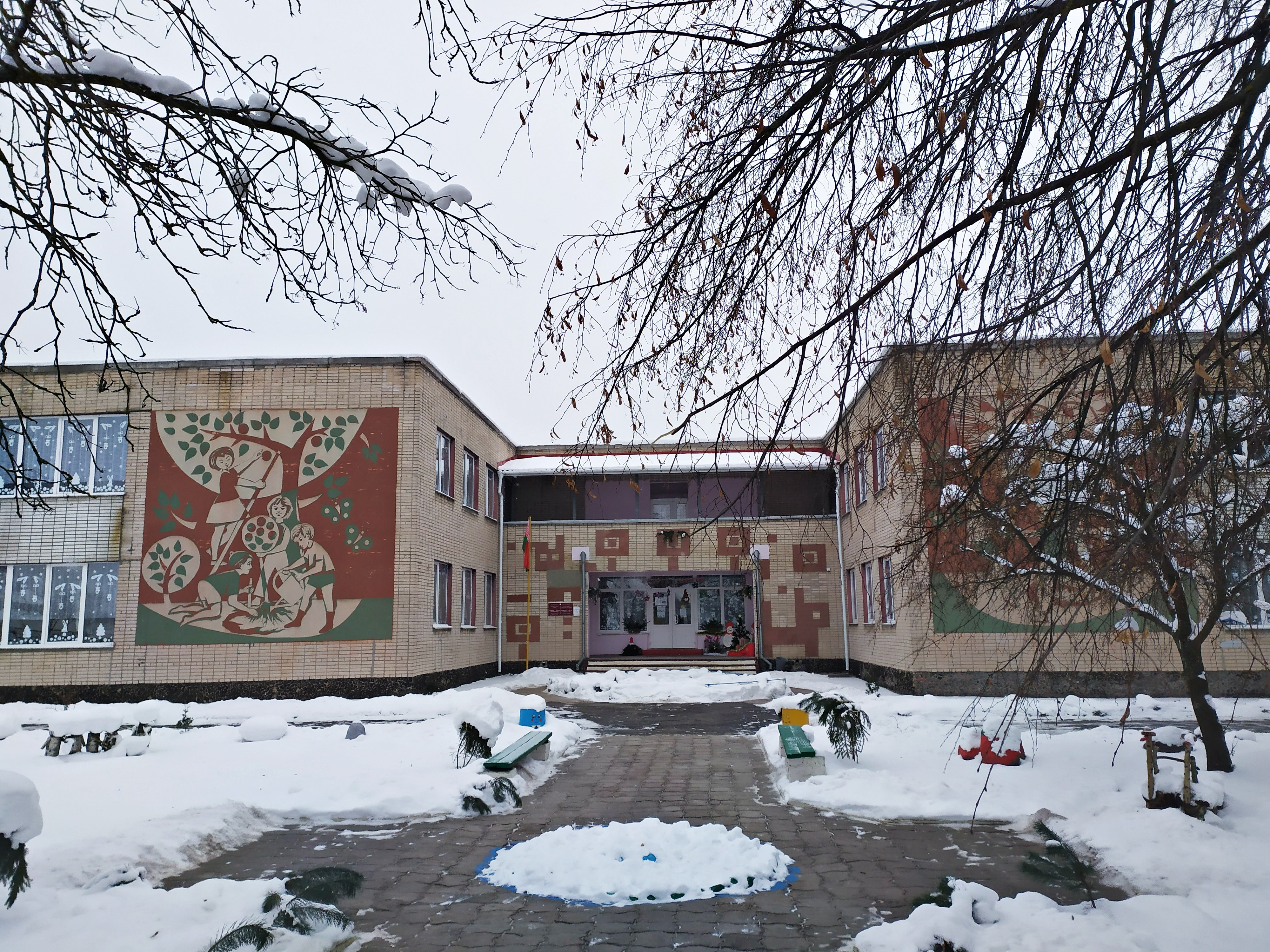
Будинок в с. Любашава

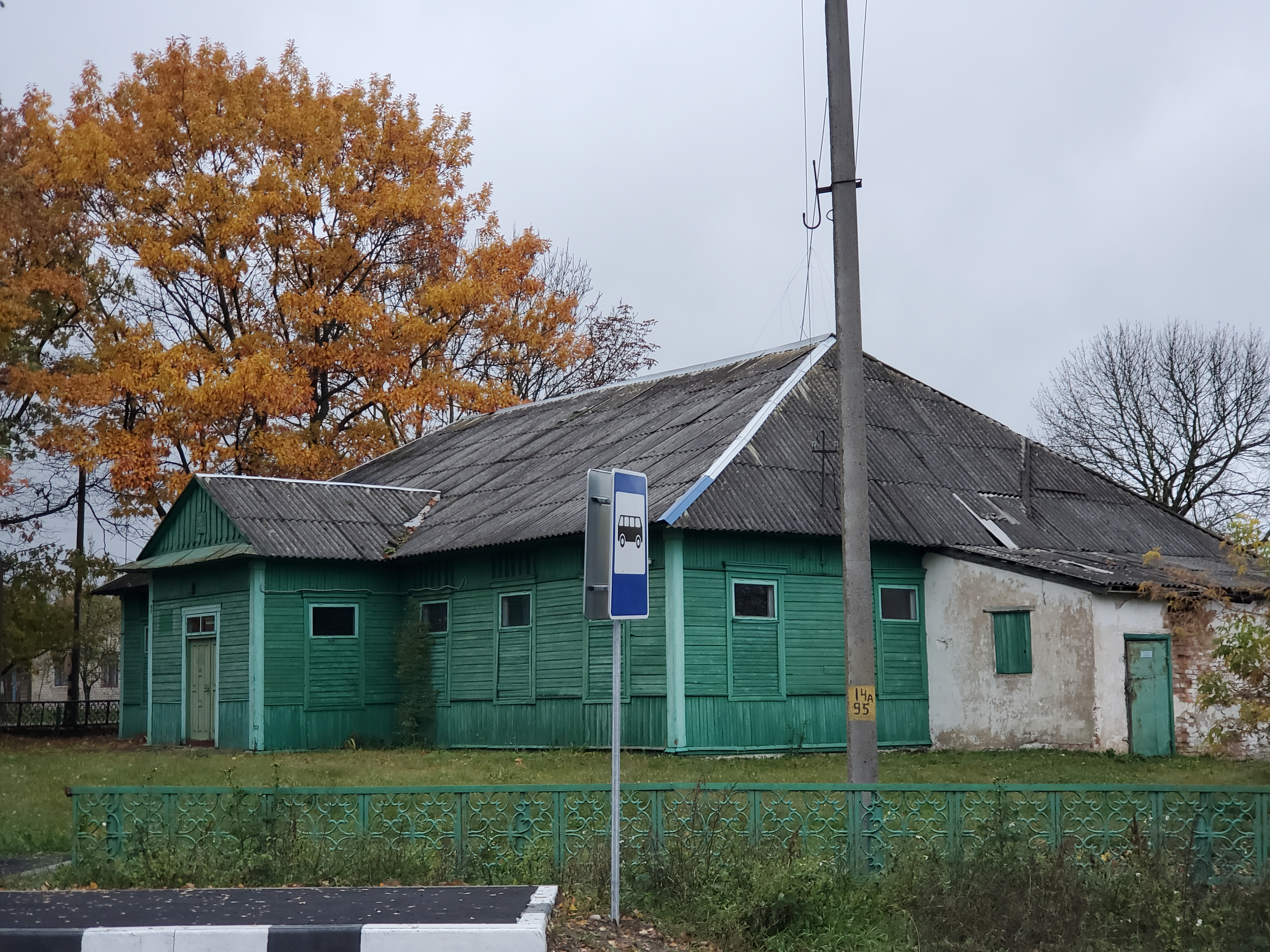
Будинок культури в с. Любашава

Любашавська сільська́ ра́да (біл. Люба́шаўскі сельсавет)  адміністративно-територіальна одиниця у складі Ганцевицького району Берестейської області Білорусі. Адміністративний центр — село Любашава.
Створена 12 жовтня 1940 року як Ганцевицька сільська рада в Ганцевицькому районі Пінської області. З 08.01.1954 — у Берестейській області. 16 липня 1954 року перейменовано на Любашавську, центр перенесено в село Любашаву.  З 25 грудня 1962 року по 30 липня 1966 року в Ляховицькому районі.

## Населення
За переписом населення Білорусі 2009 року чисельність населення сільської ради становить 2418 осіб, з них 2248 білорусів,  55 росіян, 92 поляки, 15  українців.

## Склад
У складі сільської ради села: Борки, Ганцевичі, Єльня, Любашава, Сукач